# Hervé Piccirillo
Hervé Piccirillo (nascut el 6 de març de 1967 a Martigues) és un àrbitre de futbol francès. Ha estat àrbitre de la Federació Francesa de Futbol (FFF) des de 1990 i es va convertir en àrbitre de la FIFA el 2005, tot i que va dirigir un partit amistós internacional entre el Marroc i el Senegal el febrer de 2003. Ja no està inclòs a la llista de la FIFA a partir del 2013.
Piccirillo va exercir com a àrbitre a la classificació per a la UEFA Euro 2008 i quart oficial en els partits de classificació per a la Copa del Món de 2006 i 2010.